# تیپ ۹۵ هوابرد اوکراین
تیپ ۹۵ هوابرد اوکراین (انگلیسی: 95th Air Assault Brigade) تیپ یورش هوایی از نیروهای حمله هوایی اوکراین است. این تیپ در ژیتومیر مستقر است و یکی از معتبرترین و توانمندترین واحدها در ارتش اوکراین محسوب می‌شود. 
تیپ ۹۵ هوابرد یکی از واحدهای مشارکت برای صلح اوکراین است. این تیپ در سال ۲۰۱۴ به دلیل حمله به پشت خطوط جدایی‌طلبان و وارد کردن خسارات سنگین به نیروهای جدایی‌طلب و روسی در طول جنگ در دونباس، مورد توجه قرار گرفت.
مرکز آموزشی ۹۵ نیروهای حمله هوایی اوکراین در اوایل دهه ۱۹۹۰ در پایگاه کوربوتیفکا شهر ژیتومیر از هنگ ۲۴۲ آموزشی تانک و بخشی از لشکر ۱۱۷ آموزشی تانک گارد ایجاد شد.